# Società Sportiva Lazio 1981-1982
Questa voce raccoglie le informazioni riguardanti la Società Sportiva Lazio nelle competizioni ufficiali della stagione 1981-1982.

## Stagione
La Lazio nel campionato di Serie B 1981-1982 si classificò all'undicesimo posto. Il cambio di allenatore avvenuto all'inizio del girone di ritorno, con l'esonero di Castagner e l'arrivo di Clagluna, non sortì l'effetto sperato e la squadra concluse la stagione a metà classifica.
In Coppa Italia la Lazio fu eliminata alla fase a gironi.

## Divise e sponsor
Lo sponsor tecnico per la stagione 1981-1982 è adidas, mentre per la prima volta nella storia del calcio italiano viene permessa la presenza di uno sponsor ufficiale sulla maglia, che per la Lazio è l'azienda alimentare torinese Tonini.
| Casa | Trasferta |

## Organigramma societario
Area direttiva
- Presidente: Gian Chiarion Casoni
- General manager: Antonio Sbardella

Area tecnica
- Direttore sportivo: Luciano Moggi
- Allenatore: Ilario Castagner, da febbraio Roberto Clagluna

## Rosa
| N. |                   | Ruolo | Calciatore           |
| -- | ----------------- | ----- | -------------------- |
|    | Italia (bandiera) | P     | Massimo Cacciatori   |
|    | Italia (bandiera) | P     | Dario Marigo         |
|    | Italia (bandiera) | P     | Maurizio Moscatelli  |
|    | Italia (bandiera) | P     | Felice Pulici        |
|    | Italia (bandiera) | D     | Giorgio Benini       |
|    | Italia (bandiera) | D     | Vincenzo Chiarenza   |
|    | Italia (bandiera) | D     | Lionello Manfredonia |
|    | Italia (bandiera) | D     | Giorgio Mastropasqua |
|    | Italia (bandiera) | D     | Vincenzo Mirra       |
|    | Italia (bandiera) | D     | Dario Pighin         |
|    | Italia (bandiera) | D     | Paolo Pochesci       |
|    | Italia (bandiera) | D     | Arcadio Spinozzi     |
|    | Italia (bandiera) | C     | Roberto Badiani      |
|    | Italia (bandiera) | C     | Alberto Bigon        |
|    | Italia (bandiera) | C     | Vincenzo D'Amico     |

| N. |                   | Ruolo | Calciatore         |
| -- | ----------------- | ----- | ------------------ |
|    | Italia (bandiera) | C     | Michele De Nadai   |
|    | Italia (bandiera) | C     | Stefano Ferretti   |
|    | Italia (bandiera) | C     | Maurizio Montesi   |
|    | Italia (bandiera) | C     | Fabio Perinelli    |
|    | Italia (bandiera) | C     | Dario Sanguin      |
|    | Italia (bandiera) | C     | Fernando Viola     |
|    | Italia (bandiera) | A     | Renzo Garlaschelli |
|    | Italia (bandiera) | A     | Bruno Giordano     |
|    | Italia (bandiera) | A     | Lorenzo Marronaro  |
|    | Italia (bandiera) | A     | Mario Scorza       |
|    | Italia (bandiera) | A     | Walter Speggiorin  |
|    | Italia (bandiera) | A     | Leonardo Surro     |
|    | Italia (bandiera) | A     | Claudio Vagheggi   |
|    | Italia (bandiera) | A     | Mauro Viviani      |

## Calciomercato

### Sessione estiva
| Acquisti | Acquisti           | Acquisti     | Acquisti      |
| R.       | Nome               | da           | Modalità      |
| -------- | ------------------ | ------------ | ------------- |
| P        | Riccardo Budoni    | Siena        | fine prestito |
| P        | Felice Pulici      | Ascoli       | definitivo    |
| D        | Vincenzo Chiarenza | Taranto      | definitivo    |
| C        | Andrea Agostinelli | Pistoiese    | fine prestito |
| C        | Roberto Badiani    | Pistoiese    | fine prestito |
| C        | Vincenzo D'Amico   | Torino       | definitivo    |
| C        | Michele De Nadai   | Roma         | definitivo    |
| C        | Stefano Ferretti   | Empoli       | fine prestito |
| C        | Antonio Labonia    | Siracusa     | fine prestito |
| A        | Walter Speggiorin  | Napoli       | definitivo    |
| A        | Claudio Vagheggi   | L.R. Vicenza | definitivo    |

| Cessioni | Cessioni           | Cessioni  | Cessioni   |
| R.       | Nome               | a         | Modalità   |
| -------- | ------------------ | --------- | ---------- |
| P        | Riccardo Budoni    | Empoli    | prestito   |
| P        | Aldo Nardin        | Foggia    | definitivo |
| D        | Filippo Citterio   | Napoli    | definitivo |
| D        | Pietro Ghedin      | Pistoiese | definitivo |
| D        | Carlo Perrone      | Roma      | definitivo |
| D        | Roberto Piccinini  | Siena     | definitivo |
| D        | Massimo Piscedda   | Siena     | prestito   |
| D        | Claudio Simoni     | Piacenza  | definitivo |
| C        | Andrea Agostinelli | Modena    | definitivo |
| C        | Riccardo Cenci     | Piacenza  | definitivo |
| C        | Giuseppe Greco     | Ascoli    | definitivo |
| C        | Antonio Labonia    | Huracán   | definitivo |
| C        | Mauro Manzoni      | Benevento | definitivo |
| C        | Aldo Nicoli        | Pescara   | definitivo |
| C        | Maurizio Scarsella | Teramo    | definitivo |
| A        | Raoul Albani       | Latina    | definitivo |
| A        | Stefano Chiodi     | Bologna   | prestito   |
| A        | Guido Valenzi      | Lodigiani | definitivo |

### Sessione autunnale
| Acquisti | Acquisti | Acquisti | Acquisti |
| R.       | Nome     | da       | Modalità |
| -------- | -------- | -------- | -------- |

| Cessioni | Cessioni          | Cessioni | Cessioni |
| R.       | Nome              | a        | Modalità |
| -------- | ----------------- | -------- | -------- |
| A        | Lorenzo Marronaro | Forlì    | prestito |

## Risultati

### Serie B

#### Girone di andata
| San Benedetto del Tronto 13 settembre 1981 1ª giornata | Sambenedettese        | 0 – 0 referto | Lazio | Stadio Fratelli Ballarin (15 000 spett.)\| Arbitro: \| Ballerini (La Spezia) \| |
| Arbitro:                                               | Ballerini (La Spezia) |               |       |                                                                                 |

| Arbitro: | Bianciardi (Siena) |

|           |           |                          |
| Bigon 20’ | Marcatori | 28’ Bergossi 62’ Tivelli |

| Arbitro: | Angelelli (Terni) |

|            |           |  |
| Traini 35’ | Marcatori |  |

| Arbitro: | Facchin (Udine) |

|                                           |           |              |
| D'Amico 21’, 72’ (rig.), 83’ Ferretti 67’ | Marcatori | 22’ Frigerio |

| Arbitro: | Parussini (Udine) |

|  |           |                  |
|  | Marcatori | 80’ (rig.) Viola |

| Arbitro: | Casarin (Milano) |

|                                                |           |  |
| Bigon 29’ Ferretti 63’ D'Amico 78’, 84’ (rig.) | Marcatori |  |

| Arbitro: | Ballerini (La Spezia) |

|               |           |  |
| Dal Fiume 22’ | Marcatori |  |

| Arbitro: | Magni (Bergamo) |

|  |           |                |
|  | Marcatori | 57’ Cantarutti |

| Arbitro: | Lanese (Messina) |

|  |           |           |
|  | Marcatori | 80’ Viola |

| Arbitro: | Lo Bello (Siracusa) |

|               |           |              |
| Scanziani 79’ | Marcatori | 76’ De Nadai |

| Arbitro: | Bianciardi (Siracusa) |

|              |           |  |
| De Nadai 52’ | Marcatori |  |

| Arbitro: | Paparesta (Bari) |

|             |           |           |
| Zandoli 69’ | Marcatori | 40’ Mirra |

| Arbitro: | Facchin (Udine) |

|                |           |  |
| Speggiorin 75’ | Marcatori |  |

| Arbitro: | Lops (Torino) |

|                                 |           |                             |
| Speggiorin 35’ Mastropasqua 43’ | Marcatori | 55’ Sorbi 74’ (rig.) Casale |

| Arbitro: | Vitali (Bologna) |

|           |           |  |
| Iorio 38’ | Marcatori |  |

| Arbitro: | Lanese (Messina) |

|                          |           |  |
| D'Amico 55’ Vagheggi 81’ | Marcatori |  |

| Cremona 10 gennaio 1982 17ª giornata | Cremonese          | 0 – 0 referto | Lazio | Stadio Giovanni Zini (10 000 spett.)\| Arbitro: \| Lombardo (Marsala) \| |
| Arbitro:                             | Lombardo (Marsala) |               |       |                                                                          |

| Arbitro: | Bergamo (Livorno) |

|               |           |              |
| Bongiorni 58’ | Marcatori | 33’ Vagheggi |

| Arbitro: | Paparesta (Bari) |

|  |           |                                |
|  | Marcatori | 29’, 69’ De Rosa 76’ Montesano |

#### Girone di ritorno
| Arbitro: | Tani (Livorno) |

|              |           |                     |
| De Nadai 40’ | Marcatori | 30’ (aut.) De Nadai |

| Arbitro: | Milan (Treviso) |

|                            |           |                               |
| Redeghieri 31’ Malaman 51’ | Marcatori | 37’ (aut.) Reali 63’ Vagheggi |

| Arbitro: | Parussini (Udine) |

|           |           |                    |
| Viola 42’ | Marcatori | 31’, 75’ Negrisolo |

| Arbitro: | Ballerini (La Spezia) |

|  |           |              |
|  | Marcatori | 55’ Vagheggi |

| Arbitro: | Facchin (Udine) |

|              |           |              |
| Vagheggi 12’ | Marcatori | 52’ Vincenzi |

| Arbitro: | Pairetto (Nichelino) |

|           |           |  |
| Bruno 43’ | Marcatori |  |

| Arbitro: | Prati (Parma) |

|            |           |  |
| Badiani 3’ | Marcatori |  |

| Arbitro: | Tonolini (Milano) |

|           |           |              |
| Testa 55’ | Marcatori | 64’ Ferretti |

| Roma 4 aprile 1982 28ª giornata | Lazio             | 0 – 0 referto | Pistoiese | Stadio Olimpico (22 000 spett.)\| Arbitro: \| Falzier (Treviso) \| |
| Arbitro:                        | Falzier (Treviso) |               |           |                                                                    |

| Roma 10 aprile 1982 29ª giornata | Lazio                | 0 – 0 referto | Sampdoria | Stadio Olimpico (25 000 spett.)\| Arbitro: \| Barbaresco (Cormons) \| |
| Arbitro:                         | Barbaresco (Cormons) |               |           |                                                                       |

| Cava de' Tirreni 18 aprile 1982 30ª giornata | Cavese           | 0 – 0 referto | Lazio | Stadio Comunale (10 000 spett.)\| Arbitro: \| Lanese (Messina) \| |
| Arbitro:                                     | Lanese (Messina) |               |       |                                                                   |

| Roma 25 aprile 1982 31ª giornata | Lazio              | 0 – 0 referto | Reggiana | Stadio Olimpico (12 000 spett.)\| Arbitro: \| Bianciardi (Siena) \| |
| Arbitro:                         | Bianciardi (Siena) |               |          |                                                                     |

| Arbitro: | Esposito (Torre del Greco) |

|              |           |                   |
| Amenta 90+2’ | Marcatori | 74’, 90’ Vagheggi |

| Arbitro: | Prati (Parma) |

|            |           |              |
| Casale 15’ | Marcatori | 56’ De Nadai |

| Arbitro: | Barbaresco (Cormons) |

|  |           |                  |
|  | Marcatori | 74’ (rig.) Iorio |

| Arbitro: | Lo Bello (Siracusa) |

|                                    |           |                          |
| Penzo 4’ Gibellini 63’ (rig.), 70’ | Marcatori | 11’ Vagheggi 41’ D'Amico |

| Arbitro: | Redini (Pisa) |

|  |           |            |
|  | Marcatori | 74’ Bonomi |

| Arbitro: | Agnolin (Bassano del Grappa) |

|                                     |           |                            |
| D'Amico 26’ (rig.), 28’, 73’ (rig.) | Marcatori | 6’ Turchetta 14’ Bongiorni |

| Arbitro: | Pezzella (Frattamaggiore) |

|                                         |           |                        |
| De Rosa 57’ A. Schillaci 65’ Modica 82’ | Marcatori | 22’ Vagheggi 79’ Bigon |

### Coppa Italia

#### Primo turno
| Arbitro: | Lo Bello (Siracusa) |

|                     |           |                  |
| Ferretti 36’ (rig.) | Marcatori | 40’ (rig.) Paris |

| Arbitro: | Pirandola (Lecce) |

|              |           |             |
| De Nadai 56’ | Marcatori | 42’ Zandoli |

| Arbitro: | Redini (Pisa) |

|                      |           |                         |
| Causio 1’ Muraro 71’ | Marcatori | 25’ (aut.) Orlando Lelé |

| 2 settembre 1981 4ª giornata |  | – Turno di riposo |  |  |

| Arbitro: | Vitali (Bologna) |

|                                |           |  |
| A. Bertoni 35’ Bergamaschi 65’ | Marcatori |  |

## Statistiche

### Statistiche di squadra
| Competizione | Punti | In casa | In casa | In casa | In casa | In casa | In casa | In trasferta | In trasferta | In trasferta | In trasferta | In trasferta | In trasferta | Totale | Totale | Totale | Totale | Totale | Totale | DR |
| Competizione | Punti | G       | V       | N       | P       | Gf      | Gs      | G            | V            | N            | P            | Gf           | Gs           | G      | V      | N      | P      | Gf     | Gs     | DR |
| ------------ | ----- | ------- | ------- | ------- | ------- | ------- | ------- | ------------ | ------------ | ------------ | ------------ | ------------ | ------------ | ------ | ------ | ------ | ------ | ------ | ------ | -- |
| Serie B      | 37    | 19      | 7       | 6       | 6       | 22      | 17      | 19           | 4            | 9            | 6            | 16           | 18           | 38     | 11     | 15     | 12     | 38     | 35     | +3 |
| Coppa Italia | 1     | 2       | 0       | 1       | 1       | 2       | 4       | 2            | 0            | 0            | 2            | 1            | 4            | 4      | 0      | 1      | 3      | 3      | 8      | -5 |
| Totale       |       | 21      | 7       | 7       | 7       | 24      | 21      | 21           | 4            | 9            | 8            | 17           | 22           | 42     | 11     | 16     | 15     | 41     | 43     | -2 |

### Statistiche dei giocatori
Nel conteggio delle reti realizzate si aggiunga un'autorete a favore in campionato e un'autorete a favore in Coppa Italia.
Nel conteggio delle reti subite si aggiungano due reti attribuite a tavolino in Coppa Italia.
| Giocatore       | Serie B  | Serie B | Coppa Italia | Coppa Italia | Totale   | Totale |
| Giocatore       | Presenze | Reti    | Presenze     | Reti         | Presenze | Reti   |
| --------------- | -------- | ------- | ------------ | ------------ | -------- | ------ |
| R. Badiani      | 31       | 1       | 2            | 0            | 33       | 1      |
| G. Benini       | 2        | 0       | -            | -            | 2        | 0      |
| A. Bigon        | 25       | 3       | 3            | 0            | 28       | 3      |
| M. Cacciatori   | -        | -       | -            | -            | -        | -      |
| V. Chiarenza    | 37       | 0       | 4            | 0            | 41       | 0      |
| V. D'Amico      | 30       | 10      | 3            | 0            | 33       | 10     |
| M. De Nadai     | 33       | 4       | 4            | 1            | 37       | 5      |
| S. Ferretti     | 26       | 3       | 4            | 1            | 30       | 4      |
| R. Garlaschelli | 3        | 0       | -            | -            | 3        | 0      |
| B. Giordano     | -        | -       | -            | -            | -        | -      |
| L. Manfredonia  | -        | -       | -            | -            | -        | -      |
| D. Marigo       | 16       | -9      | 4            | -6           | 20       | -15    |
| L. Marronaro    | 5        | 0       | 3            | 0            | 8        | 0      |
| G. Mastropasqua | 33       | 1       | 4            | 0            | 37       | 1      |
| V. Mirra        | 8        | 1       | -            | -            | 8        | 1      |
| M. Montesi      | 4        | 0       | -            | -            | 4        | 0      |
| M. Moscatelli   | 5        | -10     | -            | -            | 5        | -10    |
| F. Perinelli    | 1        | 0       | -            | -            | 1        | 0      |
| D. Pighin       | 24       | 0       | -            | -            | 24       | 0      |
| P. Pochesci     | 21       | 0       | 4            | 0            | 25       | 0      |
| F. Pulici       | 17       | -16     | -            | -            | 17       | -16    |
| D. Sanguin      | 27       | -       | 4            | 0            | 31       | 0      |
| M. Scorza       | 1        | 0       | -            | -            | 1        | 0      |
| W. Speggiorin   | 21       | 2       | 3            | 0            | 24       | 2      |
| A. Spinozzi     | 29       | 0       | -            | -            | 29       | 0      |
| L. Surro        | 11       | 0       | -            | -            | 11       | 0      |
| C. Vagheggi     | 34       | 9       | 4            | 0            | 38       | 9      |
| F. Viola        | 24       | 3       | 4            | 0            | 28       | 3      |
| M. Viviani      | 2        | 0       | -            | -            | 2        | 0      |